# 免
免（めん）とは免合/免相（めんあい）とも呼ばれ、江戸時代における石高に対する貢租の割合を指す。

## 概要
元は石高から貢租としての納付分を差し引いて、残りの農民による自由な処分を免（ゆる）した分を指したが、江戸時代前期以後には貢租の占める割合を指すようになった。
一般には免四つ（四公六民）とか免五つ（五公五民）などと呼ばれているが、実際には領主の財政状況や所領や個々の土地の条件などによってまちまちであり、かつ分・厘・毛単位まで定められている場合が多かった（特に上方では厘毛単位まで免を定めたために、免を「厘取り」とも称した）。例えば、100石の石高を有する土地に対して「免四つ六分四厘九毛」の免がかかる場合には、石高の46.49％すなわち46石4斗9升を納付することとなる。また、当時は村請制であったために、村高にかかる「高免」と村高から潰れ地や損毛分を差し引いた「毛付免」の2種類があり、領主からの免状には2種類の免が併記されている場合が多かった。
江戸時代の貢租決定法式には初期に採用された作柄を基準に免を賦課する検見法（検見法にも主に江戸時代初期に行われた畝引検見取法と後に登場した有毛検見取法があり、畝引検見取法でも関東を中心とした段取畝引法と上方を中心とした厘取畝引法があった）と享保年間（関東では同7年・上方では9年）以後江戸幕府で採用されて各地に広まった一定期間の免（毛付免）を平均して算出したものを免として賦課する定免法があった。

## 地名

### 長崎県
平戸藩領（現在の長崎県北部）においては、市町村下の行政区画である字（あざ）の単位として「○○免」が用いられ、現在も北松浦郡佐々町、平戸市の一部（旧田平町、旧生月町）や松浦市で使われ続けている。佐世保市や旧平戸市域では、前近代的イメージを持つ「免」を都会的イメージを持つ「町」に置き換えている。
同じ平戸藩領であった壱岐国（現在の壱岐市）においては「○○免」ではなく「○○触」（農村集落）や「○○浦」（漁村集落）が行政区画として使用されている。
なお、公的な文書等で「免」の区域を「大字」と記載している場合があるが、これは便宜上の区域であり、実際には大字と小字の中間の区域にあたるため、大字ではない事に留意されたい。

#### 佐世保市
佐世保市では全域で町名変更、または「免」の文字を削除している。詳細は佐世保市の地名を参照。

#### 平戸市
旧平戸市域（平戸島、度島）では町名変更を実施している。また、2005年に新たに平戸市となった地域では「旧自治体名＋免の名称」で表記する。詳細は平戸市の地名を参照。

#### 松浦市
「旧自治体名＋免の名称」で表記する。詳細は松浦市の地名を参照。

#### 北松浦郡
2010年4月以降は小値賀町と佐々町の2町のみ。このうち小値賀町は福江藩領に属していたため、免ではなく「郷」の単位を使用している。
佐々町は1889年に行われた明治の大合併以降、一度も合併を行っていない。このため「免」単独の行政区画名称を使用している唯一の自治体となる。
- 佐々町 — 佐々町#地名を参照。